# Emil Krukowicz-Przedrzymirski
Emil Krukowicz-Przedrzymirski también conocido como  Emil Karol Przedrzymirski de Krukowicz (1886-1957) fue un militar polaco, que luchó en la Primera Guerra Mundial, la Guerra Polaco-Soviética y la Segunda Guerra Mundial

## Historial
Nació el 25 de enero de 1886 en Niemirowie, Polonia. Comenzó su carrera militar como oficial de artillería en el Ejército Austrohúngaro durante la Primera Guerra Mundial. Se unió al Ejército Polaco en 1918 y luchó en la Guerra Polaco-Soviética. Durante la guerra recibió la medalla militar Virtuti Militari por su valor. Ascendió a general en 1931. Sirvió como comandante del Ejército de Modlin durante la invasión alemana de 1939. Fue capturado por los alemanes, y pasó el resto de la guerra como prisionero. Tras ser liberado por los Aliados Occidentales al final de la guerra, permaneció fuera de su país durante el resto de su vida, primero en Gran Bretaña y luego en Canadá. Murió el 29 de mayo de 1957 en Toronto. 